# Tossapol Himmapan
Somboon Junmusik, conocido artísticamente como Tossapol Himmapan (Thai: ทศพล หิมพานต์) (15 de abril de 1965) es un actor y cantante tailandés. Fue popular en los años 1995 y 2000.

## Discografía
- 1995 - Ah Lai Mary (อาลัยเมรี)
- 2000 - Nak Sang Seeka (นาคสั่งสีกา)
- Lae Si Kasat Dien Dong (แหล่สี่กษัตริย์เดินดง)

## Filmografía
- 199X - Phor
- 2003 - Mon Phleng Luk Thung FM[5]
- 2013 - Ruam Phon Khon Luk Thung Nguen Lan